# Il caso sbagliato
Il caso sbagliato (titolo originale The Wrong Case) è un romanzo poliziesco del 1975 dello scrittore statunitense James Crumley. Il protagonista Milton Chester Milodragovitch III, conosciuto come Milo, è un investigatore privato che lavora a Meriweather, Montana. È anche un alcolizzato e spesso indulge in droghe che alterano la mente. Gli piacciono le armi e interpreta la sua professione in un modo decisamente alternativo. Il caso sbagliato è il primo romanzo della serie del detective Milo.
Milo possiede l'edificio, avuto in eredità dal nonno, in cui si trova il suo ufficio. Tra la società di gestione, la sua prima ex-moglie, e gli alimenti che deve passare alla sua seconda ex, non gli resta molto con cui vivere. Il racconto inizia quando, essendo cambiata la legge sul divorzio, Milo è rimasto senza lavoro. Il fondo fiduciario di suo padre non diventerà suo fino a quando avrà compiuto cinquantatré anni, adesso ne ha trentanove. Non sa se vivrà così a lungo.

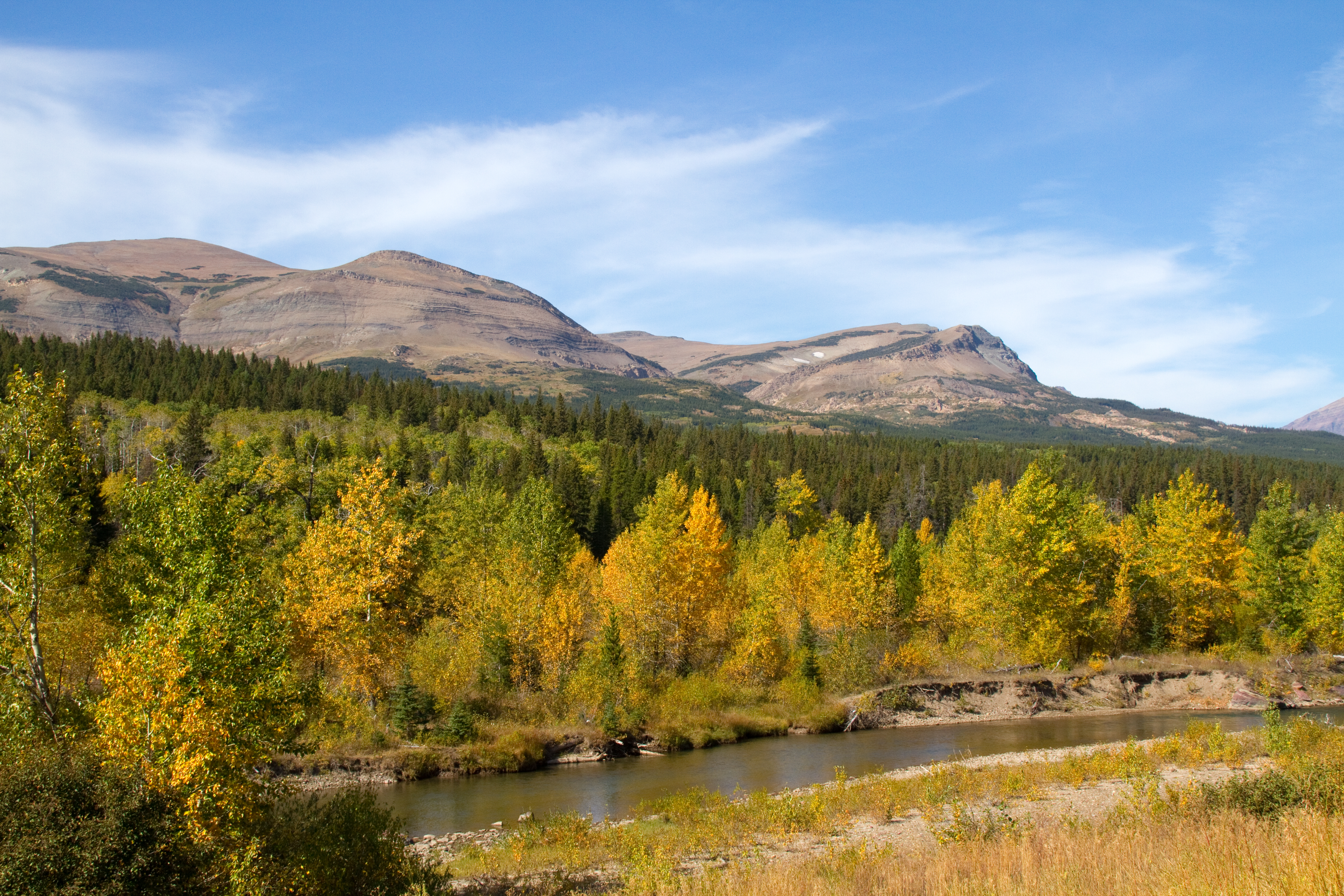
"La vallata si stende come un lussureggiante tappeto verde che corre tra ripidi crinali rocciosi".

## Trama
""Durante i suoi momenti di lucidità, Simon diceva spesso che quando sarò cresciuto abbastanza per diventare un ubriacone a tempo pieno, io e lui avremmo potuto fare una gara insensata. E avrei perso perché, a differenza di lui, mi mancava il carattere necessario per rinunciare all'ultimo vestigia di moralità borghese. Mentre Milo cerca di decidere come fare per pagare i conti del mese, una donna entra nel suo ufficio e gli chiede di impegnarsi per trovare suo fratello. Milo non crede di poter risolvere il caso ma ha bisogno di soldi e la donna lo attrae. Tuttavia, il caso si rivela molto più complicato di quanto avesse potuto immaginare, trascinandolo in un dramma che scava in profondità nel ventre del mondo criminale, nelle pieghe nascoste della sua città natale. Ubriacandosi e lasciandosi travolgere da violenza e sesso, Milo indaga su un travestito con cui il ragazzo aveva vissuto per un po'. Ma scopre subito che il ragazzo è morto, per overdose di eroina, nel bagno di un bar. La sorella non crede a un incidente o al suicidio, e vuole che Milo indaghi ancora per scoprire la verità. 
Quando Simon, un vecchio amico di Milo, viene ucciso da due teppisti, il detective perde il controllo e sembra avviato sulla via del suicidio alcolico.

## Il protagonista, Milton Chester Milodragovitch III, Milo
Milo è il personaggio centrale del romanzo e la voce narrante. È un investigatore privato hard-boiled nella tradizione romanzesca di Sam Spade, Mike Hammer, e altri personaggi del noir USA. Come i suoi colleghi letterari, ha un debole per l'alcool e le belle donne, schiuma di rabbia quando vede un'ingiustizia, ma ha un senso della moralità molto flessibile. È ironico e sarcastico, con un forte senso dell'umorismo che spesso rivolge contro se stesso. Ha una certa tendenza alla violenza, mente acuta, e una visione profondamente cinica del mondo e delle persone che lo popolano. Da quando la legge sul divorzio del Montana è cambiata e non servono più prove evidenti del tradimento, per ottenerlo, Milo passa le sue giornate a bere guardando fuori dalla finestra. È figlio d'arte: entrambi i genitori erano alcolisti e si suicidarono. Dopo essere passato per la guerra di Corea, ha fatto anche il poliziotto. Corrotto: "Dopo due anni e tre mesi come soldato di fanteria nella guerra di Corea e dieci anni come vice-sceriffo, sapevo cos'è veramente sacro"  Ora è semplicemente un alcolizzato che passa la maggior parte del tempo a bere.

## Edizioni
- James Crumley, Il caso sbagliato, traduzione di Luca Conti, collana Stile libero. Noir, Einaudi, 2008.